# Золна, Ян
Ян Золна (словац. Jan Zolna; 27 мая 1978) — словацкий футболист, вратарь клуба «Уорксоп Таун».

## Биография
Выступал за словацкий «Гуменне». В феврале 2002 года побывал на просмотре в донецком «Шахтёре», но перешёл в запорожский «Металлург». В команде дебютировал 7 апреля 2002 года в матче против симферопольской «Таврии» (0:2). В команде был сменщиком Андрей Глущенко. В 2004 году выступал на правах аренды за луцкую «Волынь» в Высшей лиге. В декабре 2004 года получил статус свободного агента.
После выступал за казахстанский «Атырау». В январе 2007 года побывал на просмотре в криворожском «Кривбассе», но команде не подошёл. Позже выступал за румынский «Васлуй», чешский «Брно». Сейчас игрок английского клуба «Уэйкфилд». «Уэйкфилд» выступает в 7-м дивизионе.